# 丸物会館
丸物会館（まるぶつかいかん）は、愛知県豊橋市の豊橋丸物百貨店にあった映画館。1950年に開館し、1997年に閉館した。

## 歴史

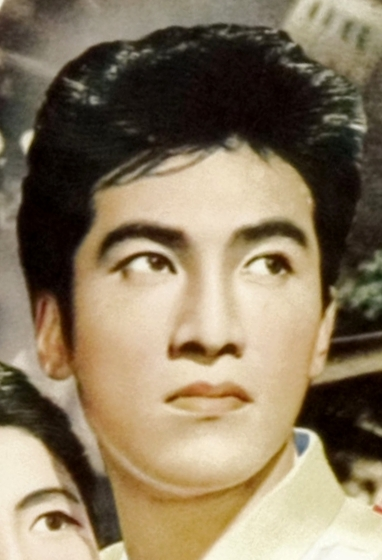
丸物東宝がリニューアルした1969年11月14日に舞台挨拶で来館した宝田明

1931年（昭和6年）、豊橋市初の百貨店として豊橋丸物が開店した。太平洋戦争後の1950年（昭和25年）には区画整理の関係で、国鉄豊橋駅に近い駅前大通に移転し、鉄筋コンクリート3階建の建物を新築。これを機に、3階に大映映画上映館として丸物会館が開設された。映画館の運営は千歳劇場と同じく千歳興行。
当初は大映作品や洋画を上映していたが、1952年（昭和27年）には大映に特化した封切館となった。1957年（昭和32年）には改装。1964年（昭和39年）12月には4階に移転して、豊橋東宝映画劇場と上映作品を入れ替えて丸物東宝に。4階時代は396人収容。1969年（昭和44年）11月14日には4階から6階に移転。この時のリニューアルオープン番組として『水戸黄門漫遊記』（監督千葉泰樹）と『赤毛』（監督岡本喜八）が上映されており、そのうち『水戸 - 』に出演した宝田明が舞台挨拶で来館している。1972年（昭和47年）には豊橋東宝に改称。
1973年（昭和48年）には丸物本体との見解の相違から、豊橋丸物は西武百貨店と提携して同年11月23日に豊橋西武となった。これにともなって、豊橋東宝は豊橋西武東宝（270席）に改称している。豊橋西武東宝は1997年（平成9年）8月に閉館となり、さらに2003年（平成15年）8月10日には豊橋西武自体が百貨店としての営業を終えた。2004年（平成16年）にはサーラグループが豊橋西武跡地を取得し、2008年（平成20年）には複合ビル・ココラフロントが開業している。

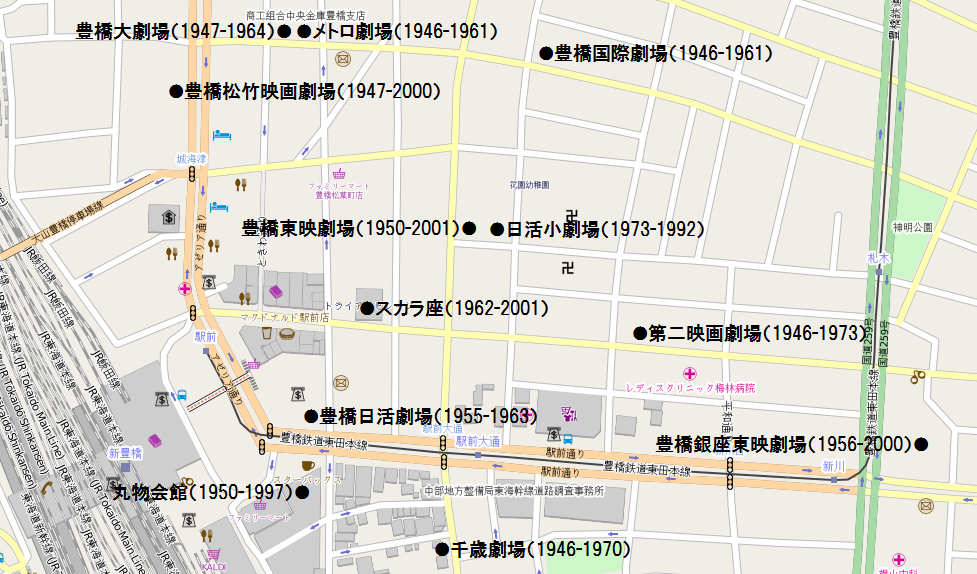
戦後の豊橋市中心部に存在した映画館